# Кайл Маклаклен
Кайл Меріт Маклаклен (або Маклоклен, або Маклахланангл. Kyle Merritt MacLachlan, [məˈɡlɒklən]; 22 лютого 1959, Якіма, Вашингтон, США) — американський актор, найбільш відомий за роллю спеціального агента ФБР Дейла Купера з телесеріалу «Твін Пікс». Знявся у понад тридцяти картинах.

## Біографія
Кайл Маклаклен народився 22 лютого 1959 року у місті Якіма в штаті Вашингтон, де він здобув початкову освіту. Мати була діячем місцевого освітнього округу, батько працював адвокатом та біржовим маклером. У сім'ї Кайла було ще дві дитини. З боку предків Кайл має шотландські, корнуельські та німецькі етнічні корені. За його власними словами, він один з нащадків Йоганна Себастьяна Баха по материнській лінії. Навчався грі на органі, але в 18 років за рекомендацією матері обрав професію актора. У 1977 році Кайл вступив до університету Вашингтона в Сієтлі. Після закінчення університету він став бакалавром витончених мистецтв. Також в освіту Кайла Маклаклен входили курси акторської майстерності. Пізніше це дозволило йому грати в театрі тіней.
У 1982 році Кайл Маклаклен взяв участь в Орегонському шекспірівському фестивалі в Ашланді. Кайлу Маклаклену здалося, що на цьому фестивалі його ніхто не помітив. Він повернувся в Сієтл, щоб поступити на штатну роботу в «порожні» простору театру. Однак як виявилося, на фестивалі його помітив кінорежисер Девід Лінч, пізніше ставший гучно відомим у світі кіно. Це знайомство вплинуло на кар'єру Маклакена в кіно і на все його подальше життя, всі перші роботи в кіно так чи інакше пов'язані з кінорежисером Девідом Лінчем. Картина «Дюна» стала першою кінематографічної роботою Кайла Маклаклена в кіно. Маклаклен отримав головну роль в цьому фільмі, поставленому за романом Френка Герберта. Він грав юного Пола Атрейдіса. Хоча фільм і дотепер отримує від критиків різнозначні оцінки, Маклаклен не викликав у письменника будь-яких претензій. Маклаклен добре впорався з поставленим завданням. На той момент йому було всього 24 роки.
У 1986 році Кайл Маклаклен знявся у головній ролі в сюрреалістичному трилері Девіда Лінча «Синій оксамит». Після цього фільму Маклаклен став зіркою першої величини. Це дозволило йому самому обирати собі ролі. У 1987 році Кайл Маклаклен зіграв у фільмі режисера Джека Шолдера «Прихований ворог», своєрідною варіації фільму Рідлі Скотта «Чужий». У продовженні фільму — «Прихований ворог 2» актор погодився з'явитися тільки на кілька хвилин.
У 1990 році актор погоджується зіграти в телесеріалі «Твін Пікс», який відкрив усьому світу його не як красеня, якими славиться Голлівуд, а Кайла Маклаклена — справжнього актора. «Твін Пікс», який по всьому світу пройшов з великим успіхом, зміг розкрити всю майстерність і талант Маклаклена. Він став пізнаваний і дуже знаменитий. Серіал сильно вплинув і на його особисте життя, подарувавши йому любов двох жінок. Образ «ідеального чоловіка» і відповідального агента ФБР більше припав до смаку Кайлу.
У 1991 році актор знімається в музично-біографічному фільмі «Дорз». Фільм був оцінений критиками як досить посередній. Кайл Маклаклен зіграв Рея Манзарека. У 1992 році вийшов повнометражний фільм «Твін Пікс: Вогню, іди зі мною», у якому Маклаклен з'являвся тільки в епізодах. Критики оцінили роботу Кайла у фільмі як не найкращу. Поступово Кайл Маклаклен хотів позбутися свого кліше «ненормальної людини», яке йому присвоїв Девід Лінч. Мабуть тому Кайл Маклаклен посварився з Девідом Лінчем, але ненадовго. У 1992 році виходить перша режисерська проба Кайла Маклаклен. Він зняв один з епізодів серіалу «Байки зі склепу».
У 1993 році Кайл Маклаклен знову знімається в ролі «ненормальної людини» у фільмі «Процес». Сам фільм знятий за романом Франца Кафки, сценарій допомагав писати його «вчитель» Девід Лінч. Створюючи цей фільм, Кайл займався не тільки зйомками в ньому, але і збором грошей, вибором акторів та іншого персоналу. Роль Маклаклена в цьому фільмі була двояка. Він не лише грав одного з головних героїв — Йозефа К, але ще був одним з продюсерів екранізації роману. Однак при виході фільму на екрани наполіг, щоб його ім'я як продюсера не значилося. Акторові важливіше було, щоб критики і публіка сприйняли гру Маклаклена як актора. Фільм «Процес» критики не оцінили. Хоча явного відторгнення не було. Після цього фільму Кайл Маклаклен на кілька років відійшов від зйомок у «великому кіно».
У 1994 Кайл знявся в сімейному фільмі «Флінстони», де грає комічного лиходія Кліффа Вандеркейва. У 1995 Кайл Маклаклен знявся в епатажному фільмі Пола Верховена «Шоугерлз», за який одержав премію «Золота малина» у номінації «найгірший актор». У 1996 році він повернувся в «велике кіно», знову обрав тематику з фантастичним ухилом — «Ефект спускового гачка». Кайл Маклаклен зіграв супер-героя.
У 1997 по 2000 Кайл Маклаклен знімається в кількох серіалах і короткометражних фільмах. Чимало часу він витрачає на зйомки у відомому серіалі «Секс і Місто», граючи «ідеального чоловіка» Шарлотти.
У 2000 році з'являється його нова робота у фільмі «Код часу». Перший в історії кіно повнометражний фільм, знятий чотирма камерами в режимі реального часу без єдиної монтажної склейки. Екран розділений на чотири частини, в кожній з яких розвивається своя дію, хоча сюжет для всіх один — Лос-Анджелес. У тому ж році виходять ще деякі малозначні роботи за участю актора.
У 2002 році на екранах знову з'являється Маклаклен, як один з головних акторів у фільмі «Знайти Алісу». Сам фільм розповідає про незвичайну дівчину Міранду, у виконанні Крістіни Річчі. За заявами критиків фільм знятий в найкращих традиціях Девіда Лінча. Кайл Маклаклен знову грає «людину з дивацтвами». У 2004 році виходить фільм «Майже натурал», де Кайл Маклаклен виконує роль Духа Кері Гранта. Картина розповідає про різне сприйняття почуттів, про гомосексуалів Англії, про їх життя і звичаї. У 2006 році Кайл знявся в декількох епізодах різних серіалів, а також взяв участь в озвучуванні мультфільму «Звільніть Джиммі», де його голосом заговорив персонаж на ім'я Маріус.
Починаючи з 2007 року Маклаклен знімається в серіалі «Відчайдушні домогосподарки». У 2008 році озвучив Супермена в анімаційному серіалі «Ліга справедливості: Новий бар'єр».

## Особисте
Особисте життя актора Кайла не має такої кількості скандалів і пліток, як життя інших голлівудських зірок першої величини. Першим романом Кайла Маклаклен вважають зв'язок з актрисою Лорою Дерн. Вони познайомилися на зйомках фільму «Синій оксамит». У 1991 — 1992 роках у Кайла Маклаклен був роман з актрисою Ларою Флінн Бойл, яка грала Донну Гайворд в серіалі «Твін Пікс».
Найгучнішими і тривалими були відносини зі знаменитою моделлю Ліндою Євангеліста. Коли вони зустрілися вперше, він перебував у зеніті слави завдяки серіалу «Твін Пікс», який йшов по американському і європейському телебаченню. Вони зустрічалися понад 7 років. Після того, як у Лінди трапився викидень, їх відносини практично зникли. Незабаром Кайл Маклаклен дізнався про її роман з Фаб'єном Бартезом, воротарем збірної Франції з футболу. Червень 1999 знаменує початок роману з Дизай Грубер, публіцистом у світі моди. 20 квітня 2002 вони одружилися. Зараз вони живуть на Манхеттені в квартирі Кайла.

## Фільмографія

### Фільми
| Рік  |    | Українська назва                  | Оригінальна назва                       | Роль                        |
| ---- | -- | --------------------------------- | --------------------------------------- | --------------------------- |
| 1984 | ф  | Дюна                              | Dune                                    | Пол Атрід                   |
| 1986 | ф  | Синій оксамит                     | Blue Velvet                             | Джеффрі Бомонт              |
| 1987 | ф  | Прихований ворог                  | The Hidden                              | Ллойд Галлахер              |
| 1990 | ф  | Не говори їй, що це я             | Don't Tell Her It's Me                  | Траут                       |
| 1991 | ф  | Дорз                              | The Doors                               | Рей Манзарек                |
| 1992 | ф  | Твін Пікс: Вогню, іди зі мною     | Twin Peaks: Fire Walk With Me           | Дейл Купер                  |
| 1992 | ф  | День у місті ангелів              | Where The Day Takes You                 | Тед                         |
| 1993 | ф  | Процес                            | The Trial                               | Йозеф К.                    |
| 1994 | тф | Проти стіни                       | Against the Wall                        | Майкл Сміт                  |
| 1994 | ф  | Флінстоуни                        | The Flintstones                         | Кліфф Вандеркейв            |
| 1994 | тф | Розвелл                           | Roswell                                 | Джессі Марсель              |
| 1995 | ф  | Шоугерлз                          | Showgirls                               | Зак Кері                    |
| 1996 | ф  | Ефект спускового гачка            | The Trigger Effect                      | Метью Кей                   |
| 1996 | ф  | Час скажених псів                 | Mad Dog Time                            | Джейк Паркер                |
| 1997 | тф | Віндзорський протокол             | Windsor Protocol                        | Шон Діллон                  |
| 1997 | ф  | Побачення на одну ніч             | One night stand                         | Вернон                      |
| 2000 | ф  | Обмін тілами                      | Xchange                                 | Фіск/Тоффлер 2              |
| 2000 | ф  | Гамлет                            | Hamlet                                  | Клавдій                     |
| 2001 | ф  | Парфум                            | Perfume                                 | менеджер                    |
| 2002 | ф  | Міранда                           | Miranda                                 | Нейлор                      |
| 2003 | ф  | Нортфорк                          | Northfork                               | містер Хоуп                 |
| 2004 | тф | Бібліотекар: У пошуках списа долі | The Librarian: Quest for the Spear      | Едвард Вайлд                |
| 2005 | тф | Таємничий острів                  | Mysterious Island                       | Сайрус Сміт                 |
| 2008 | мф | Ліга справедливості: Новий бар'єр | Justice League: The New Frontier        | Супермен (озвучення)        |
| 2008 | ф  | Джинси, як символ дружби 2        | The Sisterhood of the Traveling Pants 2 | Білл Керр                   |
| 2009 | ф  | Останній танцюрист Мао            | Mao's Last Dancer                       | Чарльз Фостер               |
| 2009 | ф  | Запах успіху                      | The Smell of Success                    | Джиммі Сент-Джеймс          |
| 2013 | ф  | Мир, любов та непорозуміння       | Peace, Love & Misunderstanding          | Марк                        |
| 2015 | мф | Думками навиворіт                 | Inside Out                              | містер Андерсон (озвучення) |
| 2018 | ф  | Будинок з годинником у стінах     | The House with a Clock in Its Walls     | Айзек Ізард                 |
| 2019 | ф  | Птах високого польоту             | High Flying Bird                        | Девід Сетон                 |
| 2020 | ф  | Тесла                             | Tesla                                   | Томас Едісон                |
| 2020 | ф  | Капоне                            | Capone                                  | доктор Карлок               |
| 2022 | ф  |                                   | Confess, Fletch                         | Рональд Горан               |
| 2023 | ф  |                                   | Miranda's Victim                        | Ерл Воррен                  |
| 2024 | мф | Думками навиворіт 2               | Inside Out 2                            | містер Андерсон (озвучення) |
| 2024 | ф  | Кліпни двічі                      | Blink Twice                             | Річ                         |
| 2025 | ф  | Долина Ехо                        | Echo Valley                             | Річард Гарретт              |

### Серіали
| Рік       |    | Українська назва                    | Оригінальна назва                 | Роль                                                            |
| --------- | -- | ----------------------------------- | --------------------------------- | --------------------------------------------------------------- |
| 1990—1991 | с  | Твін Пікс                           | Twin Peaks                        | Дейл Купер (30 епізодів)                                        |
| 1990      | с  | Суботнього вечора в прямому ефірі   | Saturday Night Live               | гість (Епізод: "Kyle MacLachlan / Sinead O'Connor")             |
| 1991      | с  | Байки зі склепу                     | Tales from the Crypt              | Ерл Реймонд Дігс (Епізод: "Carrion Death")                      |
| 2000—2002 | с  | Секс і Місто                        | Sex and the City                  | Трей МакДугал (23 епізоди)                                      |
| 2004      | с  | Закон і порядок: Спеціальний корпус | Law & Order: Special Victims Unit | доктор Бретт Мортон (Епізод: "Conscience")                      |
| 2006—2012 | с  | Відчайдушні домогосподарки          | Desperate Housewives              | Орсон Ходж (85 епізодів)                                        |
| 2010—2014 | с  | Як я познайомився з вашою мамою     | How I Met Your Mother             | Джордж ван Смут (7 епізодів)                                    |
| 2011      | с  | Закон і порядок: Спеціальний корпус | Law & Order: Special Victims Unit | Ендрю Рейнс (Епізод: "Blood Brothers")                          |
| 2011—2018 | с  | Портландія                          | Portlandia                        | мер (24 епізоди)                                                |
| 2013—2014 | с  | Гарна дружина                       | The Good Wife                     | Джош Перотті (4 епізоди)                                        |
| 2014      | с  |                                     | Believe                           | Роман Скурас (12 епізодів)                                      |
| 2014—2015 | с  | Агенти Щ.И.Т.                       | Agents of S.H.I.E.L.D.            | Келвін «Забо» Джонсон (13 епізодів)                             |
| 2016      | мс | Таємниці Ґравіті Фолз               | Gravity Falls                     | водій автобусу (Епізод: "Weirdmageddon 3: Take Back The Falls") |
| 2017      | с  | Твін Пікс: Повернення               | Twin Peaks: The Return            | Дейл Купер (18 епізодів)                                        |
| 2018      | мс | Американський тато!                 | American Dad!                     | Дел (Епізод: "Paranoid Frandroid")                              |
| 2019—2020 | с  |                                     | Carol's Second Act                | доктор Фрост (18 епізодів)                                      |
| 2020      | с  |                                     | Atlantic Crossing                 | Франклін Делано Рузвельт (8 епізодів)                           |
| 2022      | с  |                                     | Joe vs. Carole                    | Говард Баскін (8 епізодів)                                      |
| 2022      | с  | Як я зустріла вашого батька         | How I Met Your Father             | Джордж ван Смут (2 епізоди)                                     |
| 2023      | с  | Щасливчик Генк                      | Lucky Hank                        | Дікі Поуп (2 епізоди)                                           |
| 2023      | мс | Футурама                            | Futurama                          | Маджордомо (Епізод: "Parasites Regained")                       |
| 2024      | с  | Фолаут                              | Fallout                           | Генк Маклін (2 епізоди)                                         |

### Відеоігри
| Рік  |    | Українська назва     | Оригінальна назва    | Роль        |
| ---- | -- | -------------------- | -------------------- | ----------- |
| 2001 | вг | Grand Theft Auto III | Grand Theft Auto III | Дональд Лав |